# Fissidentalium candidum
Fissidentalium candidum är en blötdjursart som först beskrevs av John Gwyn Jeffreys 1877.  Fissidentalium candidum ingår i släktet Fissidentalium och familjen Dentaliidae. Inga underarter finns listade i Catalogue of Life.